# There's No I in America
"There's No I in America" é o quinto episódio da sétima e último temporada da série de televisão de comédia de situação norte-americana 30 Rock, assim como o 130.º da série em geral. O seu argumento foi escrito pelo duo Josh Siegal e Dylan Morgan, que também exerce a função de co-produtor executivo no seriado, enquanto a realização ficou sob responsabilidade de John Riggi, um antigo membro da equipa de argumentistas. A sua transmissão original decorreu nos Estados Unidos na noite de 31 de Outubro de 2012 através da rede de televisão National Broadcasting Company (NBC). Dentre os artistas convidados, estão inclusos Cheyenne Jackson, Jessica Leccia, Jacqueline Baum, Kathy McCafferty, e Fred Melamed. Don Scardino, argumentista do seriado, também fez uma breve participação como um figurante, enquanto o apresentador de telejornal Brian Williams desempenhou uma versão fictícia de si próprio.
O episódio continua onde "Unwindulax", episódio anterior, terminou. Jack Donaghy (interpretado por Alec Baldwin), presidente da NBC, e Liz Lemon (Tina Fey), argumentista-chefe do programa de televisão TGS with Tracy Jordan (TGS), tentam persuadir Jenna Maroney (Jane Krakowski), estrela do TGS, a apoiar os seus respetivos candidatos à presidência dos Estados Unidos. Enquanto Liz usa argumentos racionais, Jack recorre a estratégias manipulativas. Entretanto, Pete Hornberger (Scott Adsit), produtor do TGS, esforça-se para reacender o entusiasmo e recompensa que recebeu após a revelação do resultado das eleições presidenciais de 2008, e Kenneth Parcel (Jack McBrayer), estagiário da NBC, fica entusiasmado por poder votar nas eleições pela primeira vez.
Em geral, a crítica especialista em televisão do horário nobre teve opiniões dividias acerca de "There's No I in America". Por um lado, a reflexão realística acerca da situação política da época foi amplamente elogiada, especialmente a forma como o seriado critica tanto os republicanos quanto os democratas, mostrando como ambos são manipuladores e irracionais. Todavia, por outro lado, alguns analistas sentiram que a visão unilateral em favor de Barack Obama fez a série perder o seu equilíbrio característico, com o seu fim insatisfatório servindo como prova da sua dificuldade em balançar humor e política. Em termos de audiência, segundo os dados publicados pelo serviço de registo Nielsen Ratings, "There's No I in America" foi assistido em 3,38 milhões de domicílios ao longo da sua transmissão original norte-americana, e foi-lhe atribuída a classificação de 1,1 e quatro de share no perfil demográfico dos telespectadores entre os dezoito aos 49 anos de idade.

### Análises da crítica

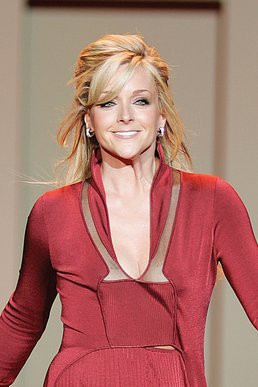
Uma grande parte dos críticos de televisão sentiu que o foco na personagem de Jane Krakowski e prejudicou o humor do episódio.

## Produção e desenvolvimento
"There's No I in America" é o quinto episódio da sétima e última temporada de 30 Rock. John Riggi, um antigo membro da equipa de argumentistas de 30 Rock que também começou a realizar episódios a partir da terceira temporada, foi o responsável pela realização deste episódio, marcando assim a sua 15.ª e última vez a assumir esta função no seriado. O argumento de "There's No I in America" foi redigido pela dupla Josh Siegal e Dylan Morgan, sua sétima vez a trabalhar no argumento de um episódio do seriado. "The Return of Avery Jessup", 21.º episódio da sexta temporada, foi o episódio mais recente no qual tantro Riggi como a dupla Siegal e Morgan desempenhou as suas respetivas funções em 30 Rock. Além de argumentistas, Siegal e Morgan também trabalham como co-produtores executivos na série. Don Scardino, o realizador com a maior quantidade de créditos em 30 Rock, fez uma participação em "There's No I in America" interpretando um eremita. Por outro lado, embora o seu nome tenha sido listado ao longo da sequência de créditos de encerramento, o ator Keith Powell, intérprete da personagem James "Toofer" Spurlock em 30 Rock, não participou de "There's No I in America".

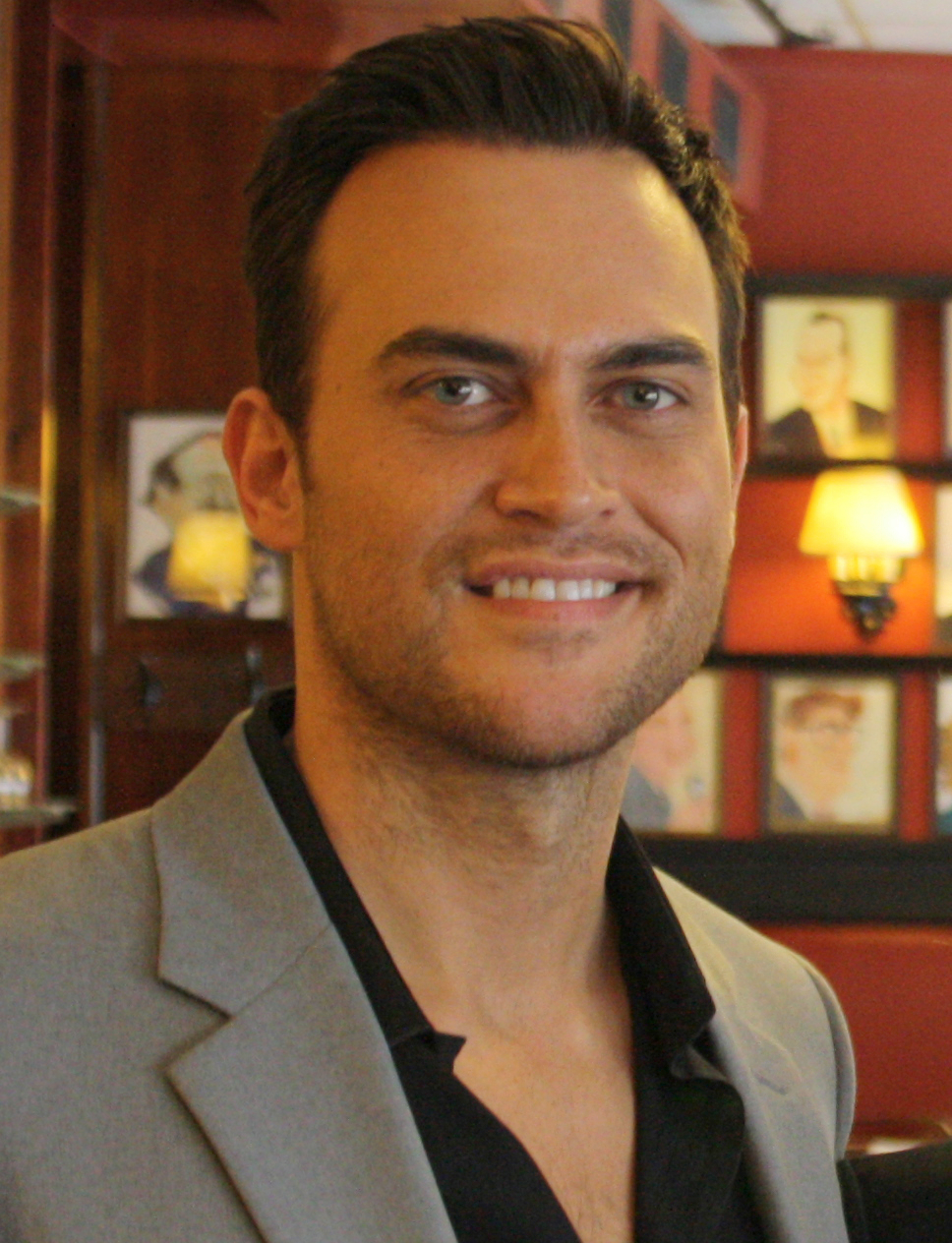
"There's No I in America" marcou a aparição final de Cheyenne Jackson em 30 Rock.

"There's No I in America" é uma continuação direta de "Unwindulax", episódio no qual Jenna torna-se inesperadamente uma influenciadora política importante devido à sua grande base de fãs, os Jenna Babies. Estes fãs são retratados como politicamente desinteressados, mas cruciais numa situação de eleição, levando a uma batalha entre Jack e Liz sobre quem pode garantir o apoio de Jenna ao seu candidato presidencial preferido. "There's No I in America" retoma esta história, com Jack e Liz a competirem para obter o apoio de Jenna. Neste episódio, Liz demonstra apoio à campanha presidencial de Barack Obama, mas aparenta não ter argumentos suficientes para convencer Jenna a endorsá-lo. Tina Fey, intérprete de Liz e criadora de 30 Rock, vinha demonstrado apoio a Obama na vida real, particularmente durante as eleições presidenciais de 2008 e novamente em 2012. O apoio de Fey a Obama faz parte do seu alinhamento político mais vasto com valores progressistas, refletido frequentemente na sua comédia e aparições públicas. A atriz participou em eventos de angariação de fundos democratas, incluindo eventos nos quais discursou para mobilizar eleitores.
Brian Williams, jornalista e apresentador de telejornal norte-americano que na altura trabalhava para a NBC como um corresponde do NBC Nightly News, fez a sua oitava e última participação em "There's No in America". Ele mais uma vez desempenhou uma versão fictícia de si próprio, parodiando de forma humorística a sua personalidade séria e autoritária ao se envolver em brincadeiras com Liz e Jack. Neste episódio, no qual ele faz cambalhotas para trás, o seu papel consistiu em comentar sobre a eleição presidencial nos Estados Unidos em 2012 num contexto cómico, realçando a cobertura frequentemente superficial dos acontecimentos políticos pelos meios de comunicação social.
Estes elementos aleatórios e inesperadas são caraterísticos das participações de Williams no seriado, mostrando-o frequentemente em momentos fora do seu carácter. O ator vocal Fred Melamed foi também convidado a participar em "There's No I in America", dando voz ao monólogo interior de Jack Donaghy. Melamed admtiu ser fã de 30 Rock, descrevendo o seriado como "icónico."
Para Cheyenne Jackson, intérprete de Jack "Danny" Baker em 30 Rock, "There's No I in America" marcou a sua 12.ª e última aparição no seriado. Ele foi introduzido na quarta temporada como o novo membro do elenco do TGS sob a premissa de acrescentar novas dinâmicas entre o elenco principal, especialmente Jenna, com quem brevemente partilhou uma subtrama romântica. Jane Krakowski, intérprete de Jenna, contracenou com Jackson em Damn Yankees, um musical da Broadway, e chamou a atenção aos produtores de 30 Rock acerca do ator. Porém, com o passar do tempo, a personagem de Jackson foi usada cada vez menos e, tal como Lonny Ross, ator a quem substituiu, foi eventualmente desusada. Embora nenhuma declaração tenha sido alguma vez feita sobre as suas participações limitadas, foi especulado que a razão da ausência da sua personagem deveu-se em grande parte à agenda preenchida de Jackson, que também tinha compromissos na sua carreira teatral, particularmente com a sua atuação em Finian's Rainbow na Broadway. Tanto Jackson como Fey concordaram que as aparições esporádicas de Danny se enquadravam no tom cómico do programa, especialmente tendo em conta que o seu antecessor Josh Girard também desapareceu depois de se sentir negligenciado no TGS.

## Enredo
Faltam poucos dias para as eleições, e a equipa do TGS está muito entusiasmada, especialmente o estagiário Kenneth Parcell (Jack McBrayer), que irá votar pela primeira vez, e o produtor Pete Hornberger (Scott Adsit), que irá organizar a festa das eleições no escritório. Embora apoie Obama, a sua principal motivação para a festa é a segurança Maria (Jessica Leccia), a quem beijou num estado de elevado ânimo na festa das eleições de 2008. Ele convida Maria para a festa, determinado a recriar o momento mas, após ela informar que terá de abandonar a festa cedo, ele faz de tudo para garantir que alguém é eleito antes de ela pode se ir embora. Derrotado, Maria afirma que não vai ficar para a festa e vai para casa com o seu namorado Peter Horn, um doppelgänger de Pete que veste fato e tem cabelo comprido. Entretanto, Kenneth fica frustrado ao saber que não sabe o suficiente para tomar decisões informadas sobre as questões de votação. Ao ser informado de que ninguém realmente sabe, o estagiário acaba por enviar o seu boletim de voto logo antes do fecho das urnas. Neste momento, ele encontra Pete desiludido, mas o seu entusiasmo pelas eleições leva o produtor a dar-lhe um beijo apaixonado.
Jack Donaghy (Alec Baldwin) e Liz Lemon (Tina Fey), respetivos apoiantes de Mitt Romney e Obama, pretendem influenciar o voto de Jenna, cuja base de fãs extremamente dedicada irá ultimamente decidir o resultado das eleições presidenciais. De modo a ouvir ambos lados, Jenna decide moderar um debate entre os dois para escolher o candidato que for mais "pró-Jenna." Sob a intenção de humilhar Liz, Jack ataca-lhe através da transmissão de anúncios durante os intervalos comerciais do TGS. Estes anúncios são sobre Liz e detalham-na numa luz muito pouco lisonjeira. No confronto final entre Jack e Liz, ambos tentam lutar pelo seu endossamento, mas é Jack quem consegue conquistar a sua lealdade. Liz vai ao escritório de Jack sobre o pretexto de admitir a derrota, enquanto na verdade usa chantagem emocional nele, mas acaba falhando. Mais tarde, Jenna prepara-se para revelar o seu apoio a Romney à sua enorme base de fãs. Ao mesmo tempo, Jack conhece Shauna (Jacqueline Baum), a filha de uma família pobre sobre a qual Liz mencionou durante o debate para convencer Jenna. Shauna, uma jovem empresária que está a poupar dinheiro para poder pagar os seus estudos de gestão, está à espera de um autógrafo de Jenna. Jack diz-lhe que Romney vai ganhar porque as pessoas importantes, como as empresas e as celebridades, escolhem o presidente e, neste momento, Jenna é a pessoa mais importante do país. Então, Shauna decide aceitar o dinheiro dado por Jack para financiar implantes mamários, fazendo ele aperceber-se do erro que cometeu quando fez de Jenna a pessoa mais importante do país. Liz, desesperada para deter Jenna, usa Tracy para invadir a conta do Twitter de Jenna e fazer com que ela seja banida. Ao encontrar-se com Jack depois, ela se gaba da sua ação, mas Jack informa-lhe que mudou de ideias. No final, Jenna não apoia nenhum dos candidatos, enquanto Liz e Jack resolvem as suas diferenças. Cada um deles reconhece que se influenciou mutuamente.

## Referências culturais

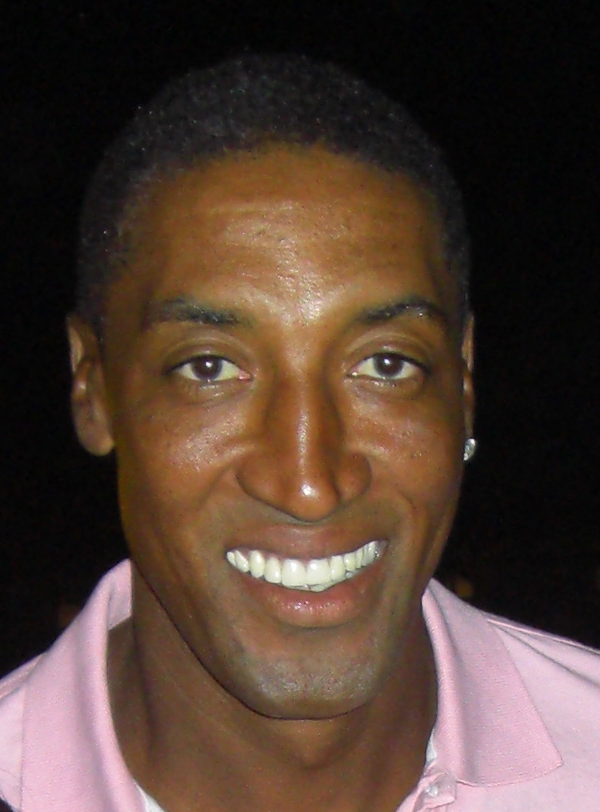
O jogador de basquetebol Scottie Pippen foi mencionado no episódio.